# Gleditsia macracantha
Gleditsia macracantha är en ärtväxtart som beskrevs av René Louiche Desfontaines. Gleditsia macracantha ingår i släktet Gleditsia och familjen ärtväxter. Inga underarter finns listade i Catalogue of Life.